# Danielle Robinson
Danielle Marie Robinson (San Jose, 10 maggio 1989) è un'ex cestista statunitense, professionista nella WNBA.

## Carriera
È stata selezionata dalle San Antonio Silver Stars al primo giro del Draft WNBA 2011 (6ª scelta assoluta).
Con gli Stati Uniti ha disputato le Universiadi di Belgrado 2009.

## Palmarès
- All-WNBA Second Team (2014)
- 3 volte WNBA All-Defensive Second Team (2012, 2013, 2014)
- WNBA All-Rookie First Team (2011)
- Migliore passatrice WNBA (2013)